# George X
Jorge Bribiesca Ayala más conocido como George X (23 de enero de 1974) es un conductor de televisión, comentarista y locutor de origen mexicano especializado en programas de deportes extremos, aventura, concursos y artes marciales mixtas. Actualmente es el presentador en Español de los X Games para la cadena ESPN  y comentarista de peleas para la organización Americana de Artes Marciales Mixtas Bellator Fighting Championships.  Con Televisa Deportes trabajó como reportero de aventura y enviado especial en eventos internacionales como el Super Bowl, finales de la NBA, Copa Libertadores y Juegos Olímpicos. George X se dio a conocer en México mientras trabajaba como enviado especial en el Super Bowl XXXV al llegar disfrazado como jugador de fútbol americano en el día de prensa. Destacaron también sus reportajes de aventura en el programa estelar de Televisa durante los Juegos Olímpicos de Sídney 2000, Sídney en Grande. En estos segmentos, George X realizó actividades extremas como salto de paracaídas, buceo con tiburones y salto de bungee reforzando su imagen como reportero de acción. 
En el 2001 condujo y produjo el programa Africa la Aventura en Zambia, el cual se trasmitió a nivel nacional por XHGC-TV Canal 5. En este programa George X efectuó un salto de bungee de 111 m en el puente de las cataratas Victoria. En el 2002 George X fue conductor junto a Wendy González del programa infantil de concursos “Reto Burundis” el cual se transmitía a nivel nacional los sábados por canal 5 México. El programa es mejor recordado debido a un incidente donde durante una grabación en conjunto con el programa Otro Rollo, el popular conductor Adal Ramones recibió quemaduras en un concurso debido a una falla técnica. 
En los Estados Unidos, George X ha sido presentador de shows altamente populares como “Gana la verde”, el cual era una réplica del programa “Fear Factor” producido por Liberman Broadcasting canal 62 en Los Ángeles y dirigido por Adrian Vallarino. El programa desató mucha controversia ya que el premio para los participantes era ganar representación legal para conseguir la Green Card. También condujo el programa de fútbol y aventura tipo reality “Reto Final Nissan” para la cadena Fox Sports en español, mismo que ganó prestigiosos premios como el Imagen Award y NAMIC Vision.

## Carrera en televisión

### Televisa
- 1996 Super Acción (conductor)
- 1997 Generación X (creativo de Producción)
- 1998 El Espacio de Tatiana (director creativo)
- 1999 Especial musical El Reencuentro (director creativo)
- 1999 Rostros de México con Jacobo Zabludovsky (director de arte)
- 2000 Especial musical de Flans (director de arte)
- 2000 Especial musical Jaguares (director de arte)
- 2000 Mas Deporte (conductor del segmento "Famosos en el Deporte")
- 2000 Australia la Aventura con George X (conductor de 24 reportajes en Australia para Sydney en Grande)
- 2000 TDX Televisa Deportes Extremo (conductor)
- 2001 Super Bowl XXXV Reportero. Entrevistó a Jerry Rice, David Copperfield y el comediante Jay Mohr
- 2001 Feria de San Fermín Enviado especial (corrió con los toros en Pamplona, España)
- 2001 Finales de la NBA (reportero) entrevistó al expresidente de los Estados Unidos Bill Clinton en Filadelfia
- 2001 Copa Libertadores (reportero)
- 2001Africa la Aventura con George X (productor / conductor)
- 2002 Juegos Olímpicos de Salt Lake City 2002 (reportero / coconductor)
- 2003 Super Bowl XXXVII (reportero) Enviado especial. Entrevistó a Carlos Santana y Shania Twain

### ESPN y losX Games
- 2004 Latin X Games (Brasil)
- 2004 X Games X (Los Ángeles)
- 2005 Winter X Games IX (Aspen, Co)
- 2005 X Games XI (Los Ángeles)
- 2005 X Games Dubái (Reporter)
- 2006 Winter X Games X (Aspen)
- 2006 X Games XII (Los Ángeles)
- 2007 Winter X Games XI
- 2007 X Games XIII
- 2007 X Games México
- 2008 Winter X Games XII
- 2008 X Games XIV
- 2008 X Games Brazil (San Pablo, Br)
- 2008 X Games México (México DF)
- 2009 X Games XV (Comentarista)
- 2010 X Games XVI (Comentarista)

### Liberman Broadcasting KRCA 62
- 2004-2005 Gana la Verde (Conductor)

### Fox Sports Deportes
- 2006 Reto Final Nissan 1 México vs USA (Selecciones de 1997)
- 2007 Reto Final Nissan 2 México vs Argentina (Selecciones de 1994-2006)
- 2008 Reto Final Nissan 3 Chivas vs America

Algunos de los jugadores entrevistados por George X fueron: 
- Oswaldo Sánchez
- Hugo Sánchez
- Javier Zanetti
- Oscar Ruggeri
- Jorge Campos
- Javier Saviola
- Sergio Goycochea
- Luis Roberto Alves
- Luis Garcia
- Alexi Lalas
- Luis Hernández
- Marcelo Balboa

### Bellator Fighting Championships
- 2009 Temporada 1. 12 eventos EUA (ESPN Deportes)
- 2010 Temporada 2. 12 eventos EUA (Telemundo)
- 2010 Temporada 3. 12 eventos EUA (Mulitivision)

- Datos: Q2655463